# Рімтас Калпокас
Рімтас Пятро Калпокас (18 серпня 1908, Мюнхен — 4 серпня 1999 Каунас) — литовський художник, син литовського художника Петраса Калпокаса.

## Біографія
Народився Рімтас Калпокас 18 серпня 1908 року у Мюнхені в родині художника Петраса Калпокаса. В 1929 році закінчив Каунаську школу мистецтв. В 1936 році закінчив Інститут промислового мистецтва в Монці. 1935–1937 викладав у Школі мистецтв у Каунасі, 1935–1940 рр. в Каунаській школі мистецтв. 1940–1943 Каунаський інститут прикладного мистецтва, 1944–1951. Каунаський інститут прикладного та декоративного мистецтва (керівник майстерні фрески та мозаїки). 1951–1963 Каунас С. Жукас Технікум прикладного мистецтва, 1964–1979. У Каунаській філії Литовського художнього інституту з 1977 року. професор.

## Творчість
Він малював пейзажі, Портрети. Він створив настінні розписи. Для школи Юодкранте, 1971 р., Графіті, фреску на фабриці «Дробес» в Каунасі, 1983 р.), Графічні роботи. Працює в прозорих кольорах, чіткому настрої. З 1929 року брав участь у виставках, окремі виставки були організовані в Каунасі в 1936, 1937, 1948, 1978, 1983 роках, у Вільнюсі і в 1948, 1958, 1968, 1978, у Гельсінкі та Парижі в 1937 році. , Нью-Йорк, 1939